# カノックスター
カノックスター（英: Kanockstar、1996年10月8日 - ）は、日本のYouTuber、TikToker。本名は中野 克哉（なかの かつや）。愛称はかの。
愛知学院大学在学中の2018年にYouTubeでの動画投稿を開始した。当初は日常や旅行を題材としたVlog系の動画を投稿していたが、モッパン系の動画を公開したところ、女性を中心に人気が出始めたことからモッパン系の動画を中心に公開するようになった。コラボ相手に対して下ネタを言ったり、奇行を見せたりと豪快で過激な性を見せる動画が人気を呼んでいる。

## 来歴
2018年7月、愛知学院大学在学中にYouTubeでの動画投稿を開始。大学卒業直前まで進路は決まっておらず、留学かYouTuberかで迷ったが、最終的にYouTuberとして活動することを選んだ。
2019年より、芸能事務所のGROVEに所属。
2020年7月、化粧品ブランド「ROCI」を設立。
2020年8月、神奈川県が新型コロナウイルスの店舗ごとの感染防止対策の取組みを周知する目的で制作した動画に出演。当該動画の制作費に約880万円が費やされたことから県民より「税金の無駄遣い」などの批判があった。
2020年11月22日、チャンネル登録者数が100万人を突破。
2021年12月31日、GROVEを退所し、BitStarへ移籍。その後1年ほどで退所し、以降は無所属。
2023年9月19日、株式会社Fooppy、その他インフルエンサーと共に、TikTokのライブクリエイター事務所「EMANON Entertainment」を設立。
2024年5月25日、同年1月に一般女性と結婚したことを発表。6月5日には、第一子となる娘が生まれたことを報告した。
2025年3月、チャンネル登録者数が200万人を突破。
2025年6月1日、自身のYouTubeにメンバーシップ制度"オキャック"を導入。

## 人物
- 愛知県出身。家族構成は、父、母、兄、自身、双子の弟妹の6人家族で、度々動画に出演している。また、2024年に結婚を公表してからは、妻が「ヨメック」、娘が「ミニック」という呼び名で動画に登場している。
- 愛犬家であり、2021年よりイタリアン・グレイハウンドの「アンディ」[15]、2022年よりビション・フリーゼの「バズ」を飼っている[16]。名前は自身がウッディに似ていると言われるため、トイ・ストーリーのキャラクターから取っている[16]。
- 2021年10月22日に鼻中隔延長術、2023年10月1日に鼻柱下降術の美容整形を受けたことを公表。いずれも令和の虎に出演しているドラゴン細井による施術である[17]。
- 2024年2月24日にパニック障害を患っていることを公表[18]。
- YouTuberのトカチョフ・サワと仲が良く、婚姻届の証人を彼に頼んでいる[19]。
- YouTuberのぷろたんとは度々はとこという設定でコラボしているものの、本当ではない[20]。
- YouTubeを始める前に、同じく愛知学院大学出身のYouTuberである東海オンエアのとしみつを大学キャンパス内で見かけて興奮したと述べている[2]。

## 出演

### テレビ番組
- じっくり聞いタロウ〜スター近況（秘）報告〜（2020年12月24日、テレビ東京）[21]

### 広告
- ソフトバンク テレビCM「青春放題」篇（2019年）[22]
- リクルートジョブズ タウンワーク ウェブCM（2020年）[23]
- 青山商事 ザ・スーツカンパニー「ワカモノよ、スーツは必要だ。」イメージキャラクター（2020年）[24]

## 書籍

### 著書
- 逃げの才能 やりたいことだけやってみたけど、意外と人生なんとかなってる。（2021年10月15日、KADOKAWA、ISBN 978-4046053787）

### 写真集
- アイアム カノックスター（2020年10月25日、トランスワールドジャパン、ISBN 978-4862562982）[25][26]
- アイアム・ムービースター（2021年11月24日、トランスワールドジャパン、ISBN 978-4862563354）